# Trương Qua
Trương Qua (11 tháng 7 năm 1927 – 9 tháng 2 năm 2016) là một đạo diễn, họa sĩ phim hoạt hình thuộc thế hệ tiên phong của Điện ảnh Việt Nam. Ông được truy tặng Giải thưởng Nhà nước về Văn học Nghệ thuật vào năm 2017.

## Tiểu sử và sự nghiệp
Trương Qua sinh ngày 11 tháng 7 năm 1927 tại Khánh Hòa. Năm 1959, ông cùng họa sĩ Lê Minh Hiền thực tập ở xưởng phim hoạt hình Matxcova, sau đó về Hà Nội mở lớp thực tập vẽ phim và xây dựng nền móng cho ngành hoạt hình Việt Nam. 
Năm 1967, bộ phim cắt giấy màu đầu tiên Bài ca trên vách núi của Hoạt hình Việt Nam do Trương Qua thực hiện chính thức đi dự LHP Quốc tế lần II (1968) và nhận Giải thưởng của Hội Điện ảnh Rumani. 
Năm 1980, phim Dế mèn phiêu lưu ký được sản xuất, tác phẩm đã đoạt Bông sen Vàng đầu tiên tại Liên hoan phim Việt Nam lần thứ 5 cho Xưởng phim Hoạt họa – Búp bê thuộc Xí nghiệp phim Tổng hợp Thành phố Hồ Chí Minh do Trương Qua làm đạo diễn. Trong hơn 30 năm (từ năm 1960–1991), ông đã làm đạo diễn cho 17 bộ phim hoạt hình trong đó có những phim nổi bật như: Chiếc vòng Bạc (1962, Giải Bông sen Bạc), Bài ca trên vách núi (1967, giải Bông sen Bạc), Sơn Tinh- Thủy Tinh (1972, giải Bông sen Bạc), Dế mèn phiêu lưu ký (1980, giải Bông sen Vàng), Đam San (1984, giải thưởng của Tổng Hội Văn học nghệ thuật, Cộng hòa dân chủ Nhân dân Triều Tiên). Ông thật sự có duyên với những bộ phim hoạt hình về các dân tộc ít người, đã giành được 3 Giải Bông sen Bạc: Chiếc vòng bạc (dân tộc Mèo), Bài ca trên vách núi (dân tộc Ba Na), Cầu vồng hóa đá (dân tộc Chăm), Đam San (dân tộc Ê- Đê). Trong đó bộ phim Đam San có thời gian thực hiện chiếm kỉ lục dài nhất trong tất cả các phim hoạt hình Việt Nam (4 năm).
Ông đã được tặng thưởng danh hiệu Nghệ sĩ ưu tú năm 1984, Nghệ sĩ nhân dân năm 1997 và Huân chương Lao động hạng Nhì năm 1998.
Ngày 9 tháng 2 năm 2016, ông qua đời. Năm 2017, ông được truy tặng Giải thưởng Nhà nước về Văn học Nghệ thuật.

## Tác phẩm
- Trời sắp mưa (1958).
- Đáng đời thằng Cáo (1960).
- Cây đa chú Cuội (1961, đồng đạo diễn với Lê Minh Hiền).
- Con một nhà (1961, biên kịch và đạo diễn).
- Chiếc vòng bạc (1962, đạo diễn).
- Bõm (1963, họa sỹ kiêm đạo diễn).
- Đêm trăng rằm (1964, đạo diễn).
- Bài ca trên vách núi (1967, đồng đạo diễn với Nguyễn Yên).
- Sơn Tinh, Thủy Tinh (1972, đạo diễn).
- Mầm lá xanh (1974, biên kịch).
- Bàn tay khổng lồ (1976, đồng biên kịch và đạo diễn với Nguyễn Tường và Ngô Mạnh Lân).
- Em bé và chiếc gương (1978, họa sỹ kiêm đạo diễn).
- Cầu vồng hóa đá.
- Đam San (1987, biên kịch, đạo diễn kiêm họa sỹ tạo hình).
- Dế Mèn phiêu lưu ký (1979–1980).

## Khen thưởng
- Huân chương Lao động hạng Nhì (1998).

## Vinh danh
- Nghệ sĩ ưu tú (1984).
- Nghệ sĩ nhân dân (1997).
- Giải thưởng Nhà nước về Văn học Nghệ thuật (2017).